# Ungarische Badmintonmeisterschaft 2025
Die Ungarische Badmintonmeisterschaft 2025 fand vom 29. bis zum 30. März 2025 nach 2023 erneut in Cegléd im Komitat Pest statt. Gemeinsam mit den Meisterschaften der Erwachsenen wurden dabei die Titelkämpfe der Altersklasse U15 ausgetragen.

## Sieger und Platzierte
| Disziplin    | Gold                               | Silber                           | Bronze                              |
| ------------ | ---------------------------------- | -------------------------------- | ----------------------------------- |
| Herreneinzel | Ádám Könczöl                       | Milán Mesterházy                 | Márton Szerecz                      |
| Herreneinzel | Ádám Könczöl                       | Milán Mesterházy                 | Kristóf Tóth                        |
| Dameneinzel  | Vivien Sándorházi                  | Ágnes Kőrösi                     | Zsófi Andrea Szabó                  |
| Dameneinzel  | Vivien Sándorházi                  | Ágnes Kőrösi                     | Mónika Szőke                        |
| Herrendoppel | Zoltán Kereszti Márton Szerecz     | Csanád Horváth Miklós Kis-Kasza  | Barnabás Tóth Kristóf Tóth          |
| Herrendoppel | Zoltán Kereszti Márton Szerecz     | Csanád Horváth Miklós Kis-Kasza  | Milán Mesterházy Péter Palkovics    |
| Damendoppel  | Daniella Gonda Ágnes Kőrösi        | Etelka Panna Karalyos Anna Pinke | Alíz Árgyelán Emma Rebeka Papp      |
| Damendoppel  | Daniella Gonda Ágnes Kőrösi        | Etelka Panna Karalyos Anna Pinke | Vanda Hajdinák Dóra Kömives         |
| Mixed        | Miklós Kis-Kasza Vivien Sándorházi | Csanád Horváth Petra Hart        | Balázs Pető Anna Pinke              |
| Mixed        | Miklós Kis-Kasza Vivien Sándorházi | Csanád Horváth Petra Hart        | József Balázs Mester Daniella Gonda |